# مارتن فلوريس
مارتن فلوريس (بالإنجليزية: Martin Flores)‏ هو لاعب غولف أمريكي، ولد في 17 فبراير 1982 في فورت وورث في الولايات المتحدة.

## وصلات خارجية
- الموقع الرسمي
- مارتن فلوريس على موقع رابطة لاعبي الغولف المحترفين (الإنجليزية)
- مارتن فلوريس على موقع التصنيف العالمي الرسمي للغولف (الإنجليزية)